# ریچارد راپورت
ریچارد راپورت (به مجاری: Richárd Rapport) (زاده ۲۵ مارس ۱۹۹۶ میلادی) یک استادبزرگِ شطرنجِ مجارستانی است. او عنوان استادبزرگیِ خود را در ۱۳ سال و ۱۱ ماه و ۶ روزگی به دست آورد که او را به جوان‌ترین استادبزرگِ مجارستان بدل کرد. او در سال ۲۰۱۷ قهرمان شطرنج مجارستان شد و تا مِی ۲۰۲۲ پنجمین بازیکن برتر جهان بود.